# Parantica davidi
Parantica davidi är en fjärilsart som beskrevs av Schröder 1976. Parantica davidi ingår i släktet Parantica och familjen praktfjärilar. IUCN kategoriserar arten globalt som akut hotad. Inga underarter finns listade i Catalogue of Life.